# Dan Reed Network
Dan Reed Network es una banda de funk rock formada por el músico Dan Reed en Portland, Oregón, Estados Unidos en 1984. Han lanzado cuatro álbumes de estudio hasta la fecha, siendo Fight Another Day su última producción, lanzada en el 2016.

## Discografía

### Dan Reed Network
| Año  | Álbum             | EE. UU. Top 200 | UK Albums Chart |
| ---- | ----------------- | --------------- | --------------- |
| 1986 | Breathless (EP)   | -               | –               |
| 1988 | Dan Reed Network  | 95              | –               |
| 1989 | Slam              | 160             | 66              |
| 1991 | The Heat          | -               | 15              |
| 2016 | Fight Another Day |                 |                 |

### Sencillos
| Año  | Nombre           | EE. UU. Hot 100 | UK Singles Chart |
| ---- | ---------------- | --------------- | ---------------- |
| 1988 | "Ritual"         | 38              | -                |
| 1988 | "I'm So Sorry"   | -               | -                |
| 1990 | "Come Back Baby" | -               | 51               |
| 1990 | "Rainbow Child"  | -               | 60               |
| 1990 | "Stardate 1990"  | -               | 39               |
| 1990 | "Lover"          | -               | 45               |
| 1991 | "Mix It Up"      | -               | 49               |
| 1991 | "Baby Now I"     | -               | 65               |

### Dan Reed
- Sharp Turn (EP, 2004)
- An Evening with Dan Reed (2009)
- Coming Up for Air (2010)
- Studio Sessions (DVD, 2010)
- Signal Fire (2013)